# تموا چاوینگا
تموا چاوینگا (انگلیسی: Temwa Chawinga؛ زادهٔ ۲۰ سپتامبر ۱۹۹۸) بازیکن فوتبال اهل مالاوی است.
وی همچنین در تیم ملی فوتبال Malawi بازی کرده‌است.